# George Saitoti

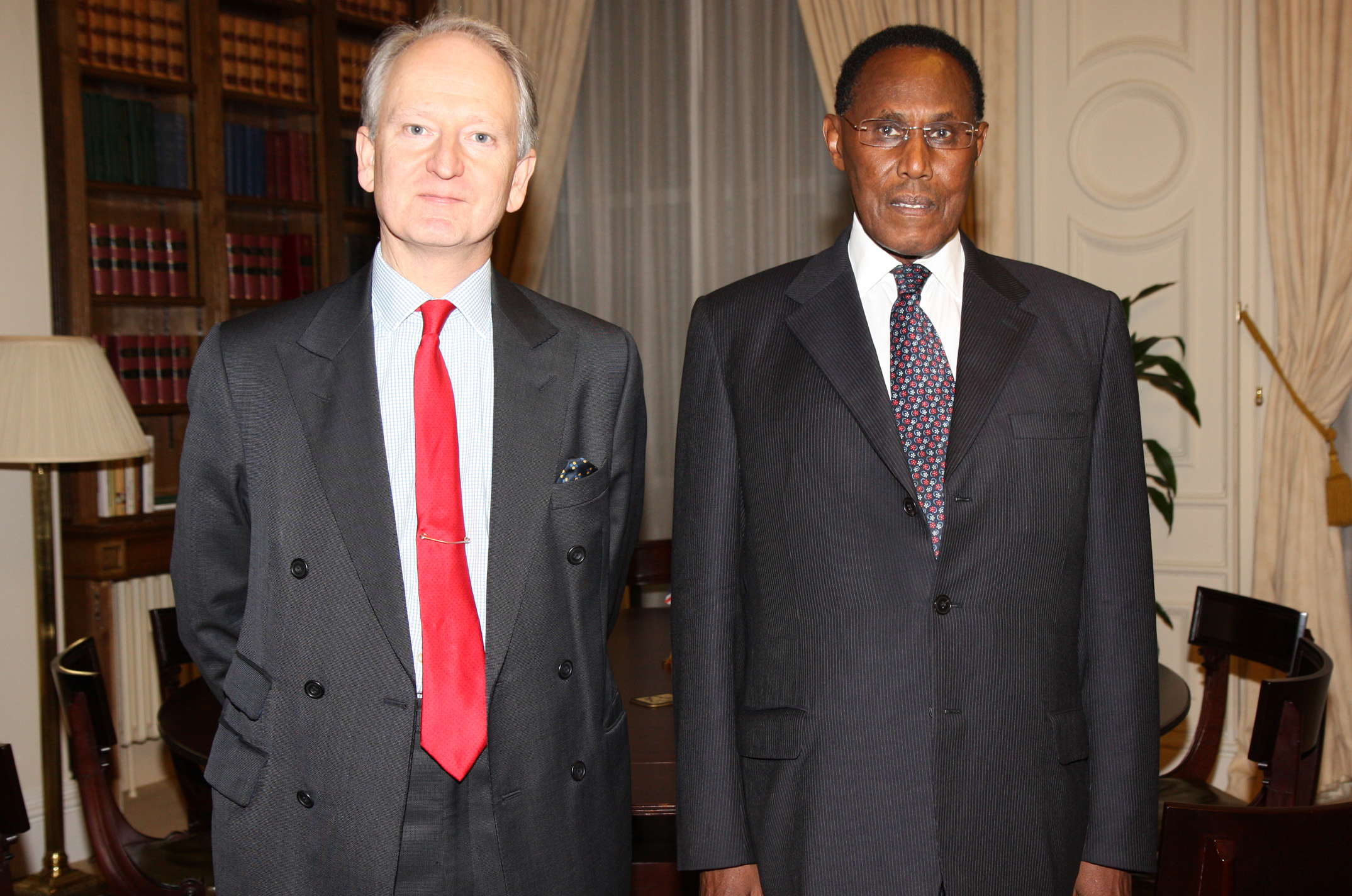
George Saitoti (rechts) mit Henry Bellingham

George Saitoti (* 3. August 1945; † 10. Juni 2012 in Kibiku, Ngong, bei Nairobi) war ein kenianischer Mathematiker und Politiker.

## Leben
Saitoti besuchte die Mangu High und studierte und promovierte in Mathematik an der Brandeis University in Waltham, im Osten des US-Bundesstaates Massachusetts, an der University of Sussex in Falmer in East Sussex, UK und an der University of Warwick in Coventry, UK. Ab 1972 lehrte er an der University of Nairobi und war Professor und Dekan der mathematischen Abteilung der University of Nairobi. Er war Gründer der African Mathematical Union (AMU) und von 1976 bis 1979 deren Vizepräsident. Er studierte Ökonomie an der Cambridge School of Weston (CSW) in Weston, Massachusetts.
Er wurde 1983 Finanzminister in der Regierung von Präsident Daniel arap Moi, 1989 stellvertretender Präsident. Anfang der 1990er Jahre war er in den Goldenberg-Skandal verwickelt. 1992 wurde er Minister für Planning and National Development, 2001/02 war er Staatsminister, nach den Wahlen 2002 wurde er Minister für Bildung, Wissenschaft und Technologie in der „Nationalen Allianz“ von Mwai Kibaki.
1990/91 war er Executive Chairman des Internationalen Währungsfonds IWF und der Weltbank. 1999/2000 war er Präsident der African Caribbean and Pacific (ACP) Group of States.
George Saitoti war Minister für innere Sicherheit in der Regierung von Mwai Kibaki. Er galt als Kandidat für die nächste Präsidentenwahl.
In der Regierung Kibaki war er als Gegner und Kritiker der radikalislamistischen Al-Schabaab-Miliz im benachbarten Somalia bekannt. Die kenianische Regierung ging mit eigenen Truppen gegen die Milizen vor, seitdem auch Anschläge in Kenia verübt wurden. Er besuchte regelmäßig die Kampfgebiete und kam bei einem Helikopter-Absturz zusammen mit seinem Stellvertreter, Joshua Orwa Ojode, sowie vier weiteren Insassen des Hubschraubers ums Leben.